# 1672 w polityce

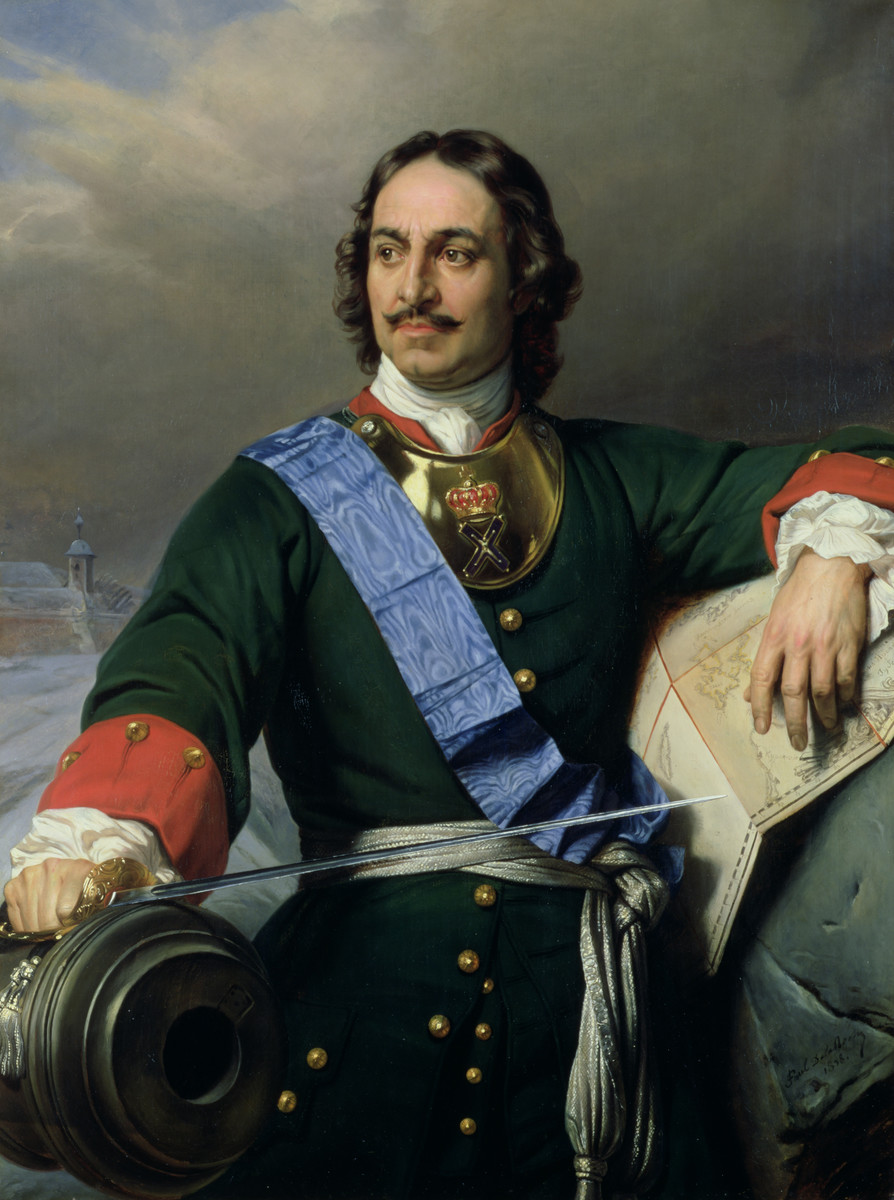
Piotr I Wielki

Wydarzenia polityczne w 1672 roku.

## Wydarzenia
- 18 sierpnia-27 sierpnia – Oblężenie Kamieńca Podolskiego przez Turków.
- 16 października lub 18 października – podpisanie traktatu pokojowego w Buczaczu.

## Urodzili się
- Piotr I Wielki, car Rosji.

## Zmarli
- 28 maja – John Trevor, walijski polityk i parlamentarzysta.
- 26 sierpnia – Jerzy Wołodyjowski.
- 16 grudnia – Jan II Kazimierz Waza, były król Polski.
- Adil Girej – chan krymski.